# 鈴木陽菜
鈴木 陽菜（すずき ひな、2005年9月28日 - ）は、静岡県御殿場市出身の日本の女子ゴルファーである。所属は無所属。

## 経歴
2016年より父であるティーチングプロ鈴木岳志に師事。
主な成績として、2017年「 関東小学生ゴルフ大会」決勝戦に進出、
2018年 ゴルフダイジェストジュニアカップ決勝進出。
2019年「30thパーリーゲーツ フューチャーツアーin静岡」出場 男子ツアープロ堀川未来夢と同組にてプレー。
同年７月、エフエム御殿場「富士山GOGOFM JAMトーク」に出演。
2020年 「腰椎椎間板ヘルニア」発症後、ゴルフ競技から撤退。
2021年 手術が成功し、リハビリ後ゴルフを再開。
2022年 エフエム御殿場「富士山GOGOFM JAMトーク」に再出演。
同年復帰戦　4月 マイナビネクストヒロインツアー第２戦出場。
BS日テレ 『ゴルフサバイバル8月の陣』出演
12月　GOLF Net TV　『原口まさあきギア探』出演
2023年3月　アルバネット　ネクストヒロイン注目選手として特集が組まれる
同年８月　BSテレ東　『ゴルフ天下たい平』出演
　　　　　月間ゴルフダイジェスト10月号　『女子プロ百花』　掲載